# شهرستان بیور (پنسیلوانیا)
شهرستان بیور، پنسیلوانیا (به انگلیسی: Beaver County, Pennsylvania) شهرستانی در ایالات متحده آمریکا است که در پنسیلوانیا واقع شده‌است.

## خصوصیات
شهرستان بیور ۱٬۱۴۹٫۹۶ کیلومترمربع مساحت دارد.